# Thaumastopeus macgregori
Thaumastopeus macgregori är en skalbaggsart som beskrevs av Schultze 1915. Thaumastopeus macgregori ingår i släktet Thaumastopeus och familjen Cetoniidae. Utöver nominatformen finns också underarten T. m. mindanaoensis.